# Bloody Hammers
Bloody Hammers es una banda estadounidense de hard rock fundada en 2010 por Anders Manga en el Condado de Transilvania, Carolina del Norte. Manga es el productor, cantante, compositor e instrumentalista principal. La música de la banda comprende géneros como el heavy metal, el rock gótico, el doom metal y el rock psicodélico.
En 2012 fue publicado su álbum debut homónimo junto con el videoclip de la canción "Fear No Evil" en la plataforma YouTube. En 2014 la agrupación firmó un contrato con Napalm Records y publicó su segundo disco, Under Satan's Sun. Su más reciente trabajo, titulado Songs of Unspeakable Terror, fue estrenado en 2021.

## Miembros
Actuales
- Anders Manga – voz, guitarra, bajo (2010–presente)
- Devallia – teclados, bajo (2010–presente)

Anteriores
- Bill Fischer – guitarra (2014)
- Doza Mendoza – batería (2014)

## Discografía

### Álbumes de estudio
- Bloody Hammers (2012)
- Spiritual Relics (2013)
- Under Satan's Sun (2014)
- Lovely Sort of Death (2016)
- The Summoning (2019)
- Songs of Unspeakable Terror (2021)

### Extended Plays
- The Horrific Case of Bloody Hammers (2017)